# محمية أم الريحان

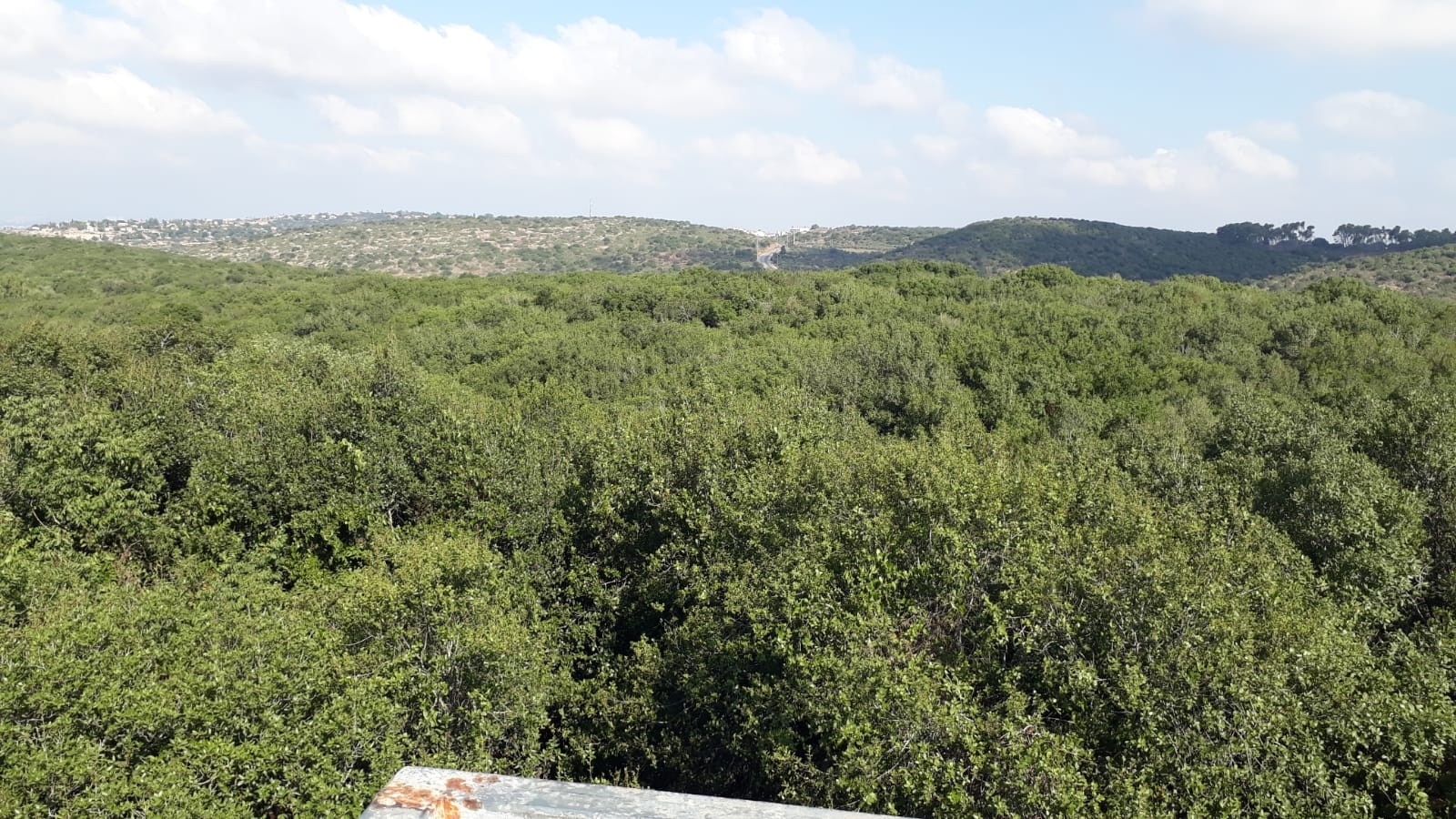
غابات أم الريحان

محمية أم الريحان هي محمية العمرة الطبيعية، محمية تقع في أم الريحان في محافظة جنين. تمتد مساحة المحمية على مسافة 14 ألف دونم من الأشجار الحرجية تمتد بين قريتي طورة الغربية وبرطعة الشرقية. تتبع محمية عمرة لقرية أم الريحان التابعة لبلدة يعبد، وهي جزء من ثلاث قرى عزلها جدار الفصل العنصري عن محيطها الطبيعي في جنين وهي أم الريحان، وظهر المالح، وخربة الرعدية. وتعدّ محميَّة العمرة تُعد أكبر محمية طبيعية في الأراضي المحتلة عام 1967، وكان من المُفترض أن يتم نقل المسئولية عنها لصالح السلطة الفلسطينية إلا أن «إسرائيل» تنصلت من هذا الالتزام. ثمة حركة سياحية نشطة للإسرائيليين في المحمية.